# Arne Jørgensen
Arne Jørgensen (Framlev, Århus, Midtjylland, 15 de juliol de 1897 – Sønder Årslev, Århus, 16 de febrer de 1989) va ser un gimnasta artístic danès que va competir a començaments del segle xx. Era germà dels també gimnastes i medallistes olímpics Aage i Alfred Jørgensen.
El 1920 va prendre part en els Jocs Olímpics d'Anvers, on va guanyar la medalla de plata en el concurs per equips, sistema suec del programa de gimnàstica.